# ミニドラ
- ドラえもん > ドラえもんの登場人物一覧 > ミニドラ
- ドラえもん > ひみつ道具 > ミニドラ

ミニドラえもん（ミニドラ）は、藤子・F・不二雄（藤本弘）の漫画作品『ドラえもん』に登場するひみつ道具。ドラえもんと同じ姿形をした小型ロボット。

## 略歴
1973年の初登場から、1996年の藤本の死去までの主要な登場作品は以下の通り。

### はりええほんドラえもん（短編漫画）
1973年に雑誌『幼稚園』3月号に掲載された短編（藤子・F・不二雄大全集18巻収録）。別頁の絵（シール）を決まった位置に貼ることで楽しむ形式の作品。風に飛ばされた手紙を探す役として大人数の「ミニドラえもん」が初登場した（1コマ内に同時に描かれた数は15体で全員が青色と考えられる）。

### 読者の道具案
1986年に『月刊コロコロコミック』誌上で行われた「読者が考える道具コンテスト」に同じ案の道具が入選。

### ぼくミニドラえもん（短編漫画）
1987年に『小学六年生』4月号に掲載された短編（藤子・F・不二雄大全集15巻収録）。ドラえもんと同じ色（縦線模様）をした小さなロボットとして「ミニドラえもん」が1体のみ登場。急用があるドラえもんに代わり、ミニドラえもんがのび太たちに小さな道具を次々と出す話。

### ドラミちゃん ミニドラSOS!!!（アニメ映画）
1989年3月11日公開。「ミニドラ」という呼称で、赤い色をした1体が主役級の扱いで登場。映画の舞台は2011年。のび太が未来デパートに注文した1体が2011年の時代に誤配されたことから物語が始まる。

### ドラえもんが重病に?（短編漫画）
1989年に『小学三年生』10月号に掲載された短編（藤子・F・不二雄大全集17巻収録）。ドラえもんと異なる色（縦横の格子線模様）をした小さなロボットの「ミニドラ」が1体のみ登場。健康診断に行きたがらないドラえもんの体調不良を心配したのび太が、小さくなってドラえもんの体内へと赴くという話。

### ドラえもん のび太とブリキの迷宮（大長編漫画）
1993年に『月刊コロコロコミック』3月号の連載最終回に、赤い色をした1体が登場。しずかが「たとえばミニドラを使うとか」という台詞とともにミニドラを思い出したことがきっかけでポケットから取り出され、ドラえもんの故障を完璧に修理する技術を発揮している。同年3月公開の同名映画にも登場した（作中では「ミニドラえもん」と呼称）。

### 2112年 ドラえもん誕生（アニメ映画）
1995年3月4日公開。作中世界におけるミニドラの出自が描かれた。この映画の諸設定は原作者の藤子・F・不二雄が公認している。脱獄した時間犯罪者がのび太の玄孫セワシを人質にするが、偶然その場に居合わせたドラえもんがセワシを救出し、犯罪者の逮捕にも貢献した。映画の終盤にて、クリスマスパーティの最中に空から様々な色の大量のミニドラ（耳のないドラえもんタイプのもの）が降ってくる場面が描かれ、犯罪者逮捕の手柄を称え、ドラえもんと同タイプのミニドラが特別記念版として生産されることとなったことが告げられた。ドラえもんタイプのミニドラがいつ生産開始されたかについては年代、日付ともに言及されていない。
この他にも各種漫画、アニメ、CMにときどき登場している。

## 言葉
ミニドラえもんは人語を理解できるものの、話すことはできない。
原作
原作では「ドードー（どこでもドア）」「スースー（スモールライト）」など、単語の頭文字しか喋らないが、ドラえもんやドラミには意味が通じる。会話では一例として、「スースーシーシーワーワーナーナー」の場合は「スっかりシらべてワるいところをナおした」となる。
映画『ミニドラSOS』
「ドララ」等の言葉しか発さないが、「ド～ララ～」「ドララ……」など、感情豊かに言葉を発するため、言いたいことはアクセントや身振りや表情である程度伝えることができる。
漫画『ザ・ドラえもんズ』
「ドララ」等の言葉を発している（藤本の漫画ではなくアニメでの喋り方に寄せている）。

## ドラえもんとの共通点と相違点

### 共通点
- 耳がない（耳がない時点のドラえもんがモデルとなっているため）。ただし、耳があるタイプも存在する（#ミニドラサッカーチームを参照）。
- どら焼きが好き。
- タヌキ呼ばわりされると怒る。

### 相違点
身長
ドラえもんの身長は129.3センチメートルだが、ミニドラの身長はそれよりも低い。どのくらいの高さなのかは諸説ある。また、作品によって描かれる大きさが異なる場合がある。
- 1987年の短編漫画「ぼくミニドラえもん」では、ドラえもんがポケットから取り出した瞬間は、ドラえもんの手よりも一回り大きい程度の大きさだったが、その後はスネ夫の半分ほどの身長で描かれている。
- 1989年の映画『ミニドラSOS!!!』の関連本には「約30センチメートル」と記されている。
- 1989年の短編漫画「ドラえもんが重病に?」では、ドラミよりも一回り小さい程度の身長で描かれている。
- 1993年の大長編漫画『のび太とブリキの迷宮』では、のび太の掌の半分以下の大きさで描かれている。
- 1998年のドラえもん関連書籍には「12.93センチメートル」と記されている。

体重
ドラえもんの体重は129.3キログラムだが、ミニドラの体重はそれよりも軽い。1989年の映画『ミニドラSOS!!!』の関連本には「ドラえもんの約10分の1」と記されている（単純計算すると約12.9キログラム）。
体の色
本来のドラえもんは黄色で、モデルになったドラえもんは青色だが、ミニドラは赤、緑、黄など、様々な色のものが存在する。作中では赤いミニドラが登場することが多い。ドラえもん曰く、赤のミニドラはイタズラ好きだとのこと。また、友達のドラリーニョのミニドラは黄緑色である。
その他

- ドラえもんとは違い耳をかじられたわけではないためねずみを恐がらない。
- しっぽを引っ張られても停止はせず、逆に興奮して、暴走する（テレビアニメ第2作第2期より）。

## その他の登場作品

### 藤本存命時の作品
テレビアニメ第2作第1期
1994年3月にアニメオリジナル作品「ミニドラ救助隊」が放送された。

### 藤本没後の作品
ザ・ドラえもんズ
1997年3月公開の『ザ☆ドラえもんズ 怪盗ドラパン謎の挑戦状!』ではドラリーニョの黄緑色のミニドラが登場。親友テレカをとり戻すなどの活躍をしている。
ドラリーニョ率いるミニドラサッカーチームは、ドラリーニョと同じ色で、耳もある（漫画版では耳はない）。髭は生えていない。
ぼく!ミニドラえもん
『月刊コロコロコミック』1998年5月号 - 1998年8月号連載。1999年5月号掲載。単行本未発売。
「原作 藤子・F・不二雄」「まんが 萩原伸一（藤子プロ）」とクレジットされているが藤子・F（藤本）が原作の物語や連載の企画を生前に用意していたわけではない。
ミニドラえもんを主役とした連載漫画。ミニドラえもんの体の模様は縦横の格子線模様。
ドラえもん のび太の太陽王伝説
1999年の大長編漫画および2000年の映画。冒頭の場面のみに『白雪姫』の7人の小人役として登場。
ドラえもん のび太の宝島
2018年の映画。映画への登場は18年ぶり。アニメ第2作第2期には初の登場。
テレビアニメ第2作第1期
1993年頃から1999年末までに放送されたミニドラの中心となる作品では赤いミニドラのみの登場だったが、2002年5月24日に放送された「ミニドラ助け隊出動!」以降は赤、黄、黄緑の3体で揃って登場する機会が多くなった。なお、3体とも性格は極めて自己中心的で、のび太たちのバーベキューを食べてしまったり、ジャイアンの店の商品をメチャクチャにしてしまったりと、のび太たちの足をひっぱる事が多いが、時には崖下に落ちた犬を救助することもある。
テレビアニメ第2作第1期最終回となる「ドラえもんに休日を?!」では赤色の個体のみが登場した。『ドラえもん のび太の太陽王伝説』ではドラえもんとともに小人役で6体登場している。アニメED『ぼくドラえもん』ではミニドラがさらにオレンジ色のミニドラを出している。
テレビアニメ第2作第2期
2005年10月28日に劇場版『ドラえもん のび太の恐竜2006』に絡めたミニコーナー「ドラドラ探検隊」の登場を経て、2007年8月31日放送の「ドラえもんが重病に?」にて本編初登場。以後も「ぼくミニドラえもん」「ちこくストップ大作戦」などで登場した。ミニコーナーでは従来の「赤」「黄」「黄緑」の他「青」「紫」の2体が登場したが、本編には現在「赤」1体しか登場していない。「ドラえもんがダイエット!?」ではダイエットンの目を欺くため、体を青く塗られた。

## ミニドラえもんのひみつ道具

### 藤本の漫画
短編漫画「ぼくミニドラえもん」
ドラえもんは「ポケットからいちおうなんでも出てくる」「スケールは小さくなるけど」とミニドラえもんの能力について説明している。その言葉通り、ミニドラえもんのお腹の四次元ポケットから出てくるひみつ道具は、通常のものより小さい。どこでもドアの性能は変わらないが、小さいためスモールライトを使用しないと通ることができない。空気砲などの攻撃的な道具はしっかり命中してもジャイアン曰く「くすぐったい」程度の威力しかない。

### 藤本没後の作品
ミニドラ大脱走（1996年12月放送のアニメ）
「桃太郎印の小粒きびだんご」が登場する。大きさだけでなく、ひみつ道具の名前がミニドラ仕様になっている（ドラえもんの道具は「桃太郎印のきびだんご」）。
ドラえもんひみつ道具スペシャル ミニドラにおまかせ!（岡田康則作画の漫画）
2008年の漫画『ミニドラにおまかせ!』には「ミニころばし屋」が登場する（ドラえもんの道具は「ころばし屋」）。

## 声優
- 北川智絵 - 1989年の映画『ドラミちゃん ミニドラSOS!!!』、1990年4月6日放送のテレビアニメ。
- 佐久間レイ - 1993年の映画『ドラえもん のび太とブリキの迷宮』、1994年3月11日から2005年3月18日までのテレビアニメ。
- あかいとまと - 2005年10月28日から2009年5月29日までのテレビアニメ。
- 金元寿子 - 2017年7月28日以降のテレビアニメ。

## CM
- ぴたクール - 1994年放送。
- ココス - 2002年から2019年3月まで放送。